# Monte Camerún
El monte Camerún, conocido también como monte Fako —el nombre del más elevado de sus dos picos— o en una lengua nativa, Mongo ma Ndemi (Montaña de la Grandiosidad) es un volcán activo del Camerún, cerca del golfo de Guinea. Forma parte del área de vulcanismo conocida como cordillera de Camerún, que incluye el lago Nyos, escenario de la tragedia del Lago Nyos de 1986. Las erupciones más recientes del monte Camerún ocurrieron el 28 de marzo de 1999 y el 28 de mayo de 2000.
El monte Camerún es uno de los volcanes más altos de África, con una altitud de 4095 metros sobre el nivel del mar (m s. n. m.), cerca de la costa occidental del Camerún. Comienza en la costa, cubierto por una selva tropical y a medida que se asciende en la altitud, el clima se vuelve más frío, cada vez más ventoso y ocasionalmente es posible observar que su cúspide está cubierta por nieve, aun cuando está muy cerca del ecuador. 
Las capas dominantes del volcán están constituidas por los restos de masivas erupciones cuya lava se convirtió en basalto, la roca dominante del cono volcánico. Este emergió sobre un basamento de rocas metamórficas precámbricas que fueron cubiertas por las erupciones durante los períodos Cretáceo y el Cuaternario. Más de cien pequeños conos de ceniza, casi siempre fisuras paralelas al eje axial del volcán de 1400 km³ de volumen, se abren paso en los flancos del edificio y en los bajos aledaños.
Anualmente se celebra la carrera del monte Camerún en la que los participantes suben el pico en 4 horas y media.
La exploradora inglesa Mary Kingsley, una de las primeras europeas en escalar la montaña, cuenta su expedición en sus memorias Travels in West Africa (1897).

## Altura
Aunque la altura de 4.095 m s. n. m. es la apoyada por la mayoría de autoridades, también se ha calculado una altura de 4.070 m, y las pruebas realizadas vía GPS y por la Misión topográfica Radar Shuttle sugieren que podría tener solo 4.040 metros. El cálculo de la altura es complicado debido a la actividad volcánica.